# Mihai Bărbulescu
Mihai Bărbulescu (n. 29 septembrie 1947, Oradea, România) este un istoric și arheolog român, membru titular al Academiei Române din 2021 (membru corespondent din 2010). A absolvit studiile la liceul „Emanuil Gojdu” din Oradea între anii 1961-1965. Între 1965-1970 și-a continuat studiile, urmând facultatea de Istorie și Filosofie din cadrul universității „Babeș-Bolyai” Cluj-Napoca. În 1986 avea să devină doctor în istorie.
În cadrul activității sale profesionale, Mihai Bărbulescu a fost cercetător științific în perioada 1970-1992 la Institutul de Istorie și Arheologie al Academiei Române din Cluj-Napoca. Începând cu anul 1992 acesta devine conferențiar iar între 1994 - 2008 și 2016 -2020 a fost profesor universitar. Între anii 1996-2000 a fost decanul facultății de Istorie și Filosofie a Universității „Babeș-Bolyai”, coordonând și catedra de istorie antică și arheologie până în 2007. În perioada 2008 - 2016 a fost directorul instituției Accademia di Romania din Roma. A fost președintele Comisiei Naționale de Arheologie (2004-2008) și președintele Comisiei Naționale a Monumentelor Istorice (din 2022).
Domeniile sale de cercetare vizează istoria și arheologia Daciei Romane, spiritualitatea antică, istoria și arheologia militară, epigrafia.
Lucrări principale:
- Interferențe spirituale în Dacia romană, Ed. Dacia, Cluj-Napoca, 1984 (Ediția a II-a, revăzută și adăugită, Ed. Tribuna, Cluj-Napoca, 2003).
- Din istoria militară a Daciei romane. Legiunea V Macedonica și castrul de la Potaissa, Ed. Dacia, Cluj-Napoca, 1987.
- Potaissa. Studiu monografic (Dissertationes Musei Potaissensis, 1), Turda, 1994.
- Das Legionslager von Potaissa (Turda). Castrul legionar de la Potaissa (Turda). (Führer zu den archäologischen Denkmälern aus Dacia Porolissensis, 7), Zalău, 1997.
- Istoria României. Ed. Enciclopedică, București, 1998 (reeditări Ed. Corint, București, 2002, 2003, 2007) (în colaborare).
- Istoria Românilor, II. Daco-romani, romanici, alogeni (Academia Română. Secția de Științe istorice și arheologie), Ed. Enciclopedică, București, 2001 (Ediția a II/a, revăzută și adăugită, Ed. Enciclopedică, București, 2010) (în colaborare).
- Istoria Transilvaniei. I (până la 1541), Institutul Cultural Român, Cluj-Napoca, 2003 (în colaborare).
- Funeraria Dacoromana. Arheologia funerară a Daciei romane, Presa Universitară Clujeană, 2003 (în colaborare).
- Atlas-dicționar al Daciei Romane, Ed. Tribuna, Cluj-Napoca, 2005 (în colaborare).
- The Hystory of Transylvania,  I (until 1541), Institutul Cultural Român, Cluj-Napoca, 2005 (în colaborare).
- Mormântul princiar germanic de la Turda. Das germanische Fürstengrab von Turda, Ed. Tribuna, Cluj-Napoca, 2008. 
- Signum originis. Religie, artă și societate în Dacia romană, Ed. Academiei Române, București, 2009.
- Accademia di Romania din Roma. 1922-2012, Accademia di Romania, Roma, 2012 (ediție în limba italiană: Accademia di Romania, Roma, 2013) (în colaborare).
- Inscripțiile din castrul legionar de la Potaissa. The Inscriptions of the Legionary Fortress at Potaissa, Ed. Academiei Române, București, 2012.
- Arta romană la Potaissa, Ed. Academiei Române, București – Editura Mega, Cluj-Napoca, 2015.
- Arheologia azi, în România, Ideea Design & Print, Cluj-Napoca, 2016.
- Potaissa. L’arte romana in una città della Dacia, L'Erma di Bretschneider, Roma, 2016.
- Bălți. 1818-1944, Ed. Academiei Române, București, 2017.
- Istoria Românilor, I, Ed. Academiei Române, București, 2018 (în colaborare).
- Arta din România din preistorie în contemporaneitate, I, Ed. Academiei Române, București, – Ed. Mega, Cluj-Napoca, 2018 (în colaborare).
- Și s-a dansat lambada, Ed. Școala Ardeleană, Cluj-Napoca, 2019.
- Termele din castrul legionar de la Potaissa, Ed. Mega, Cluj-Napoca, 2019 (în colaborare).
- Principia din castrul legionar de la Potaissa, Ed. Mega, Cluj-Napoca, 2020 (în colaborare).
- Tabula Imperii Romani – Forma Orbis Romani. Dacia, Ed. Academiei Române, București, 2021 (în colaborare).
- Istoria arheologiei în România, Ed. Academiei Române, București, 2022.